# Ondrej Nepela Trophy
Ondrej Nepela Trophy (em eslovaco:  Trofej Ondreja Nepelu), chamado de Ondrej Nepela Memorial (em eslovaco:  Memoriál Ondreja Nepelu)) entre 1993–2012 e 2016, é uma competição internacional de patinação artística no gelo de nível sênior, sediado na Eslováquia. A competição é disputada anualmente, e teve sua primeira edição disputada em 1993, e faz parte do calendário do Challenger Series desde a temporada 2014–15. Na competição são disputados quatro eventos: individual masculino, individual feminino, duplas e dança no gelo. O nome da competição é uma homenagem ao campeão olímpico de 1972 Ondrej Nepela.

## Edições
| Ano  | Edição | Cidade sede | Sênior | Sênior | Sênior | Sênior | Ref           |
| Ano  | Edição | Cidade sede | M      | F      | P      | D      | Ref           |
| ---- | ------ | ----------- | ------ | ------ | ------ | ------ | ------------- |
| 1993 | 1.ª    | Bratislava  | •      | •      | –      | •      | [ 1 ]         |
| 1994 | 2.ª    | Bratislava  | •      | •      | –      | •      | [ 1 ]         |
| 1995 | 3.ª    | Bratislava  | •      | •      | –      | •      | [ 1 ]         |
| 1996 | 4.ª    | Bratislava  | •      | •      | •      | •      | [ 2 ]         |
| 1997 | 5.ª    | Bratislava  | •      | •      | •      | •      | [ 3 ]         |
| 1998 | 6.ª    | Bratislava  | •      | •      | •      | •      | [ 4 ]         |
| 1999 | 7.ª    | Bratislava  | •      | •      | •      | •      | [ 5 ]         |
| 2000 | 8.ª    | Bratislava  | •      | •      | •      | •      | [ 6 ]         |
| 2001 | 9.ª    | Bratislava  | •      | •      | •      | •      | [ 7 ]         |
| 2002 | 10.ª   | Bratislava  | •      | •      | •      | •      | [ 8 ]         |
| 2003 | 11.ª   | Bratislava  | •      | •      | –      | –      | [ 9 ]         |
| 2004 | 12.ª   | Bratislava  | •      | •      | •      | •      | [ 10 ]        |
| 2005 | 13.ª   | Bratislava  | •      | •      | –      | •      | [ 11 ]        |
| 2006 | 14.ª   | Bratislava  | •      | •      | –      | –      | [ 12 ]        |
| 2007 | 15.ª   | Bratislava  | •      | •      | •      | •      | [ 13 ]        |
| 2008 | 16.ª   | Bratislava  | •      | •      | –      | •      | [ 14 ]        |
| 2009 | 17.ª   | Piešťany    | •      | •      | •      | •      | [ 15 ]        |
| 2010 | 18.ª   | Bratislava  | •      | •      | –      | •      | [ 16 ]        |
| 2011 | 19.ª   | Bratislava  | •      | •      | •      | •      | [ 17 ]        |
| 2012 | 20.ª   | Bratislava  | •      | •      | •      | •      | [ 18 ]        |
| 2013 | 21.ª   | Bratislava  | •      | •      | •      | •      | [ 19 ]        |
| 2014 | 22.ª   | Bratislava  | •      | •      | –      | •      | [ 20 ]        |
| 2015 | 23.ª   | Bratislava  | •      | •      | •      | •      | [ 21 ]        |
| 2016 | 24.ª   | Bratislava  | •      | •      | •      | •      | [ 22 ] [ 23 ] |
| 2017 | 25.ª   | Bratislava  | •      | •      | •      | •      | [ 24 ]        |
| 2017 | 26.ª   | Bratislava  | •      | •      | •      | •      | [ 25 ]        |

Legenda
- Parte do Challenger Series ISU
- –  Evento não disputado neste ano

## Lista de medalhistas

### Individual masculino
| Evento                      | Ouro                              | Prata                             | Bronze                             | Ref    |
| Brastislava 1993 (detalhes) | Michael Shmerkin · Israel         | Zsolt Kerekes · Hungria           |                                    | [ 1 ]  |
| Brastislava 1994 (detalhes) | Zsolt Kerekes · Hungria           |                                   |                                    | [ 1 ]  |
| Brastislava 1995 (detalhes) | Stanick Jeannette · França        |                                   |                                    | [ 1 ]  |
| Brastislava 1996 (detalhes) | Roman Serov · Rússia              | Anthony Liu · Austrália           | Matthew Kessinger · Estados Unidos | [ 2 ]  |
| Brastislava 1997 (detalhes) | Anthony Liu · Austrália           | Alexei Kozlov · Estônia           | Patrick Schmit · Luxemburgo        | [ 3 ]  |
| Brastislava 1998 (detalhes) | Laurent Tobel · França            | Jayson Dénommée · Canadá          | Evgeni Pliuta · Ucrânia            | [ 4 ]  |
| Brastislava 1999 (detalhes) | Thierry Cerez · França            | Stanick Jeannette · França        | Frédéric Dambier · França          | [ 5 ]  |
| Brastislava 2000 (detalhes) | Vincent Restencourt · França      | Dmitri Dmitrenko · Ucrânia        | Silvio Smalun · Alemanha           | [ 6 ]  |
| Brastislava 2001 (detalhes) | Stanislav Timchenko · Rússia      | Róbert Kažimír · Eslováquia       | Vitali Danilchenko · Ucrânia       | [ 26 ] |
| Brastislava 2002 (detalhes) | Stéphane Lambiel · Suíça          | Stefan Lindemann · Alemanha       | Gregor Urbas · Eslovênia           | [ 8 ]  |
| Brastislava 2003 (detalhes) | Naiden Borichev · Bulgária        | Stefan Lindemann · Alemanha       | Karel Zelenka · Itália             | [ 9 ]  |
| Brastislava 2004 (detalhes) | Stefan Lindemann · Alemanha       | Kevin van der Perren · Bélgica    | Tristan Cousins · Reino Unido      | [ 27 ] |
| Brastislava 2005 (detalhes) | Scott Smith · Estados Unidos      | Kevin van der Perren · Bélgica    | Tomáš Verner · República Tcheca    | [ 28 ] |
| Brastislava 2006 (detalhes) | Gregor Urbas · Eslovênia          | Jordan Miller · Estados Unidos    | Igor Macypura · Eslováquia         | [ 29 ] |
| Brastislava 2007 (detalhes) | Kevin van der Perren · Bélgica    | Nicholas LaRoche · Estados Unidos | Gregor Urbas · Eslovênia           | [ 30 ] |
| Brastislava 2008 (detalhes) | Kensuke Nakaniwa · Japão          | Paolo Bacchini · Itália           | Jamal Othman · Suíça               | [ 14 ] |
| Piešťany 2009 (detalhes)    | Kensuke Nakaniwa · Japão          | Viktor Pfeifer · Áustria          | Jamal Othman · Suíça               | [ 31 ] |
| Brastislava 2010 (detalhes) | Akio Sasaki · Japão               | Kim Lucine · Mônaco               | Anton Kovalevski · Ucrânia         | [ 32 ] |
| Brastislava 2011 (detalhes) | Daisuke Murakami · Japão          | Kevin van der Perren · Bélgica    | Samuel Contesti · Itália           | [ 33 ] |
| Brastislava 2012 (detalhes) | Tatsuki Machida · Japão           | Daisuke Murakami · Japão          | Tomáš Verner · República Tcheca    | [ 34 ] |
| Brastislava 2013 (detalhes) | Tomáš Verner · República Tcheca   | Takahito Mura · Japão             | Peter Liebers · Alemanha           | [ 35 ] |
| Brastislava 2014 (detalhes) | Stephen Carriere · Estados Unidos | Kim Jin-seo · Coreia do Sul       | Gordei Gorshkov · Rússia           | [ 36 ] |
| Brastislava 2015 (detalhes) | Jason Brown · Estados Unidos      | Mikhail Kolyada · Rússia          | Gordei Gorshkov · Rússia           | [ 37 ] |
| Brastislava 2016 (detalhes) | Sergei Voronov · Rússia           | Kevin Reynolds · Canadá           | Roman Savosin · Rússia             | [ 38 ] |
| Brastislava 2017 (detalhes) | Mikhail Kolyada · Rússia          | Sergei Voronov · Rússia           | Brendan Kerry · Austrália          | [ 39 ] |
| Brastislava 2018 (detalhes) | Mikhail Kolyada · Rússia          | Sergei Voronov · Rússia           | Keiji Tanaka · Japão               | [ 40 ] |

### Individual feminino
| Evento                      | Ouro                                    | Prata                              | Bronze                              | Ref    |
| Brastislava 1993 (detalhes) | Mojca Kopač · Eslovênia                 |                                    |                                     | [ 1 ]  |
| Brastislava 1994 (detalhes) | Irena Zemanová · República Tcheca       |                                    |                                     | [ 1 ]  |
| Brastislava 1995 (detalhes) | Krisztina Czakó · Hungria               | Vanessa Gusmeroli · França         | Julia Lautowa · Áustria             | [ 1 ]  |
| Brastislava 1996 (detalhes) | Svetlana Bukareva · Rússia              | Tsvetelina Abrasheva · Bulgária    | Angela Nikodinov · Estados Unidos   | [ 2 ]  |
| Brastislava 1997 (detalhes) | Sabina Wojtala · Polônia                | Mojca Kopač · Eslovênia            | Tatiana Plusheva · Rússia           | [ 3 ]  |
| Brastislava 1998 (detalhes) | Zuzana Paurova · Eslováquia             | Mojca Kopač · Eslovênia            | Christina Reidel · Alemanha         | [ 4 ]  |
| Brastislava 1999 (detalhes) | Zuzana Paurova · Eslováquia             | Sabina Wojtala · Polônia           | Nina Sackerer · Alemanha            | [ 5 ]  |
| Brastislava 2000 (detalhes) | Galina Maniachenko · Ucrânia            | Amber Corwin · Estados Unidos      | Sabina Wojtala · Polônia            | [ 6 ]  |
| Brastislava 2001 (detalhes) | Júlia Sebestyén · Hungria               | Julia Lautowa · Áustria            | Mojca Kopač · Eslovênia             | [ 41 ] |
| Brastislava 2002 (detalhes) | Carolina Kostner · Itália               | Sarah Meier · Suíça                | Júlia Sebestyén · Hungria           | [ 8 ]  |
| Brastislava 2003 (detalhes) | Galina Maniachenko · Ucrânia            | Júlia Sebestyén · Hungria          | Julia Lautowa · Áustria             | [ 9 ]  |
| Brastislava 2004 (detalhes) | Viktória Pavuk · Hungria                | Jenna McCorkell · Reino Unido      | Zuzana Babiaková · Eslováquia       | [ 42 ] |
| Brastislava 2005 (detalhes) | Júlia Sebestyén · Hungria               | Alissa Czisny · Estados Unidos     | Amber Corwin · Estados Unidos       | [ 43 ] |
| Brastislava 2006 (detalhes) | Megan Williams-Stewart · Estados Unidos | Júlia Sebestyén · Hungria          | Ivana Reitmayerová · Eslováquia     | [ 44 ] |
| Brastislava 2007 (detalhes) | Júlia Sebestyén · Hungria               | Michelle Boulos · Estados Unidos   | Jenna McCorkell · Reino Unido       | [ 45 ] |
| Brastislava 2008 (detalhes) | Ivana Reitmayerová · Eslováquia         | Tuğba Karademir · Turquia          | Sarah Hecken · Alemanha             | [ 14 ] |
| Piešťany 2009 (detalhes)    | Mutsumi Takayama · Japão                | Kerstin Frank · Áustria            | Isabelle Pieman · Bélgica           | [ 46 ] |
| Brastislava 2010 (detalhes) | Haruka Imai · Japão                     | Valentina Marchei · Itália         | Patricia Glescic · Eslovênia        | [ 47 ] |
| Brastislava 2011 (detalhes) | Maé Bérénice Méité · França             | Shoko Ishikawa · Japão             | Léna Marrocco · França              | [ 48 ] |
| Brastislava 2012 (detalhes) | Jenna McCorkell · Reino Unido           | Monika Simančíková · Eslováquia    | Eliška Březinová · República Tcheca | [ 49 ] |
| Brastislava 2013 (detalhes) | Haruka Imai · Japão                     | Nikol Gosviani · Rússia            | Christina Gao · Estados Unidos      | [ 50 ] |
| Brastislava 2014 (detalhes) | Roberta Rodeghiero · Itália             | Joshi Helgesson · Suécia           | Ashley Cain · Estados Unidos        | [ 51 ] |
| Brastislava 2015 (detalhes) | Evgenia Medvedeva · Rússia              | Anna Pogorilaya · Rússia           | Maria Artemieva · Rússia            | [ 52 ] |
| Brastislava 2016 (detalhes) | Maria Sotskova · Rússia                 | Yulia Lipnitskaya · Rússia         | Mariah Bell · Estados Unidos        | [ 53 ] |
| Brastislava 2017 (detalhes) | Evgenia Medvedeva · Rússia              | Rika Hongo · Japão                 | Elena Radionova · Rússia            | [ 54 ] |
| Brastislava 2018 (detalhes) | Rika Kihira · Japão                     | Elizabet Tursynbaeva · Cazaquistão | Stanislava Konstantinova · Rússia   | [ 55 ] |

### Duplas
| Evento                      | Ouro                                                 | Prata                                                 | Bronze                                                 | Ref           |
| 1993–1995                   | Não houve a disputa de duplas                        | Não houve a disputa de duplas                         | Não houve a disputa de duplas                          | [ 1 ]         |
| Brastislava 1996 (detalhes) | Viktoria Maxiuta · Vladislav Zhovnirsky · Rússia     | Naomi Grabow · Benjamin Oberman · Estados Unidos      | Veronika Joukalová · Otto Dlabola · República Tcheca   | [ 2 ]         |
| Brastislava 1997 (detalhes) | Dorota Zagórska · Mariusz Siudek · Polônia           | Kateřina Beránková · Otto Dlabola · República Tcheca  | Maria Krasiltseva · Alexander Chestnikh · Armênia      | [ 3 ]         |
| Brastislava 1998 (detalhes) | Kateřina Beránková · Otto Dlabola · República Tcheca | Oľga Beständigová · Jozef Beständig · Eslováquia      | Katsjarina Danko · Henadzi Yemelyanenko · Bielorrússia | [ 4 ]         |
| Brastislava 1999 (detalhes) | Viktoria Maxiuta · Vladislav Zhovnirsky · Rússia     | Oľga Beständigová · Jozef Beständig · Eslováquia      | nenhum outro competidor                                | [ 5 ]         |
| Brastislava 2000 (detalhes) | Dorota Zagórska · Mariusz Siudek · Polônia           | Diana Riskova · Vladimir Futas · Eslováquia           | Jessica Miller · Jeffrey Weiss · Estados Unidos        | [ 6 ]         |
| Brastislava 2001 (detalhes) | Oľga Beständigová · Jozef Beständig · Eslováquia     | Michela Cobisi · Ruben De Pra · Itália                | Michaela Krutská · Marek Sedlmajer · República Tcheca  | [ 56 ]        |
| Brastislava 2002 (detalhes) | Maria Guerassimenko · Vladimir Futas · Eslováquia    | Andrea Vargová · Marek Sedlmajer · República Tcheca   | nenhum outro competidor                                | [ 8 ]         |
| 2003                        | Não houve a disputa de duplas                        | Não houve a disputa de duplas                         | Não houve a disputa de duplas                          | [ 9 ]         |
| Brastislava 2004 (detalhes) | Aliona Savchenko · Robin Szolkowy · Alemanha         | Meliza Brozovich · Vladimir Futas · Eslováquia        | nenhum outro competidor                                | [ 57 ]        |
| 2005–2006                   | Não houve a disputa de duplas                        | Não houve a disputa de duplas                         | Não houve a disputa de duplas                          | [ 11 ] [ 12 ] |
| Brastislava 2007 (detalhes) | Mylène Brodeur · John Mattatall · Canadá             | Becky Cosford · Brian Shales · Canadá                 | nenhum outro competidor                                | [ 58 ]        |
| 2008                        | Não houve a disputa de duplas                        | Não houve a disputa de duplas                         | Não houve a disputa de duplas                          | [ 14 ]        |
| Piešťany 2009 (detalhes)    | Maylin Hausch · Daniel Wende · Alemanha              | Ekaterina Sheremetieva · Egor Chudin · Rússia         | Jessica Crenshaw · Chad Tsagris · Grécia               | [ 59 ]        |
| 2010                        | Não houve a disputa de duplas                        | Não houve a disputa de duplas                         | Não houve a disputa de duplas                          | [ 32 ]        |
| Brastislava 2011 (detalhes) | Tatiana Volosozhar · Maxim Trankov · Rússia          | Stefania Berton · Ondřej Hotárek · Itália             | Lubov Iliushechkina · Nodari Maisuradze · Rússia       | [ 60 ]        |
| Brastislava 2012 (detalhes) | Anastasia Martiusheva · Alexei Rogonov · Rússia      | Stefania Berton · Ondřej Hotárek · Itália             | Nicole Della Monica · / Matteo Guarise · Itália        | [ 61 ]        |
| Brastislava 2013 (detalhes) | Gretchen Donlan · Andrew Speroff · Estados Unidos    | Anastasia Martiusheva · Alexei Rogonov · Rússia       | Alexa Scimeca · Chris Knierim · Estados Unidos         | [ 62 ]        |
| 2014                        | Não houve a disputa das duplas                       | Não houve a disputa das duplas                        | Não houve a disputa das duplas                         | [ 63 ]        |
| Brastislava 2015 (detalhes) | Ksenia Stolbova · Fedor Klimov · Rússia              | Kristina Astakhova · Alexei Rogonov · Rússia          | Evgenia Tarasova · Vladimir Morozov · Rússia           | [ 64 ]        |
| Brastislava 2016 (detalhes) | Evgenia Tarasova · Vladimir Morozov · Rússia         | Yuko Kavaguti · Alexander Smirnov · Rússia            | Natalja Zabijako · Alexander Enbert · Rússia           | [ 65 ]        |
| Brastislava 2017 (detalhes) | Natalia Zabiiako · Alexander Enbert · Rússia         | Kristina Astakhova · Alexei Rogonov · Rússia          | Alisa Efimova · Alexander Korovin · Rússia             | [ 66 ]        |
| Brastislava 2018 (detalhes) | Ashley Cain · Timothy LeDuc · Estados Unidos         | Deanna Stellato · Nathan Bartholomay · Estados Unidos | Lina Kudryavtseva · Ilia Spiridonov · Rússia           | [ 67 ]        |

### Dança no gelo
| Evento                      | Ouro                                             | Prata                                                  | Bronze                                               | Ref    |
| Brastislava 1993 (detalhes) | Marina Anissina · Gwendal Peizerat · França      |                                                        |                                                      | [ 1 ]  |
| Brastislava 1994 (detalhes) | Lynn Burton · Duncan Lenard · Reino Unido        |                                                        |                                                      | [ 1 ]  |
| Brastislava 1995 (detalhes) | Marianne Haguenauer · Romain Haguenauer · França | desconhecida · Rinat Farkhoutdinov · Rússia            | Anne Chaigneau · Olivier Chapuis · França            | [ 1 ]  |
| Brastislava 1996 (detalhes) | Kornelia Barany · Andras Rozsnik · Hungria       |                                                        |                                                      | [ 2 ]  |
| Brastislava 1997 (detalhes) | Agata Błażowska · Marcin Kozubek · Polônia       | Zuzana Merzová · Tomáš Morbacher · Eslováquia          | Angelika Führing · Bruno Ellinger · Áustria          | [ 3 ]  |
| Brastislava 1998 (detalhes) | Zuzana Merzová · Tomáš Morbacher · Eslováquia    | Zuzana Ďurkovská · Marián Mesároš · Eslováquia         | nenhum outro competidor                              | [ 4 ]  |
| Brastislava 1999 (detalhes) | Agata Błażowska · Marcin Kozubek · Polônia       | Kateřina Kovalová · David Szurman · República Tcheca   | Nadine Lesaout · Emmanuel Huet · França              | [ 5 ]  |
| Brastislava 2000 (detalhes) | Véronique Delobel · Olivier Chapuis · França     | Pamela O'Connor · Jonathon O'Dougherty · Reino Unido   | Marta Paoletti · Alessando Italiano · Itália         | [ 6 ]  |
| Brastislava 2001 (detalhes) | Julia Golovina · Oleg Voiko · Ucrânia            | Veronika Morávková · Jiří Procházka · República Tcheca | Caroline Truong · Sylvain Longchambon · França       | [ 68 ] |
| Brastislava 2002 (detalhes) | Julia Golovina · Oleg Voiko · Ucrânia            | Veronika Morávková · Jiří Procházka · República Tcheca | Pamela O'Connor · Jonathon O'Dougherty · Reino Unido | [ 8 ]  |
| Brastislava 2003            | Não houve a disputa de dança no gelo             | Não houve a disputa de dança no gelo                   | Não houve a disputa de dança no gelo                 | [ 9 ]  |
| Brastislava 2004 (detalhes) | Anna Zadorozhniuk · Sergei Verbillo · Ucrânia    | Phillipa Towler-Green · Phillip Poole · Reino Unido    | Ivana Dlhopolčeková · Hynek Bílek · Eslováquia       | [ 69 ] |
| Brastislava 2005 (detalhes) | Alla Beknazarova · Vladimir Zuev · Ucrânia       | Olga Akimova · Alexander Shakalov · Uzbequistão        | Kamila Hájková · David Vincour · República Tcheca    | [ 70 ] |
| Brastislava 2006            | Não houve a disputa de dança no gelo             | Não houve a disputa de dança no gelo                   | Não houve a disputa de dança no gelo                 | [ 71 ] |
| Brastislava 2007 (detalhes) | Isabelle Delobel · Olivier Schoenfelder · França | Barbora Silná · Dmitri Matsjuk · Áustria               | Anastasia Grebenkina · Vazgen Azroyan · Armênia      | [ 72 ] |
| Brastislava 2008 (detalhes) | Nelli Zhiganshina · Alexander Gazsi · Alemanha   | Carolina Hermann · Daniel Hermann · Alemanha           | Natalia Mikhailova · Arkadi Sergeev · Rússia         | [ 14 ] |
| Piešťany 2009 (detalhes)    | Nóra Hoffmann · Maxim Zavozin · Hungria          | Christina Beier · William Beier · Alemanha             | Kamila Hájková · David Vincour · República Tcheca    | [ 73 ] |
| Brastislava 2010 (detalhes) | Nóra Hoffmann · Maxim Zavozin · Hungria          | Lucie Myslivečková · Matěj Novák · República Tcheca    | Nelli Zhiganshina · Alexander Gazsi · Alemanha       | [ 74 ] |
| Brastislava 2011 (detalhes) | Nelli Zhiganshina · Alexander Gazsi · Alemanha   | Lorenza Alessandrini · Simone Vaturi · Itália          | Julia Zlobina · Alexei Sitnikov · Azerbaijão         | [ 75 ] |
| Brastislava 2012 (detalhes) | Kaitlyn Weaver · Andrew Poje · Canadá            | Lorenza Alessandrini · Simone Vaturi · Itália          | Charlotte Aiken · Josh Whidborne · Reino Unido       | [ 76 ] |
| Brastislava 2013 (detalhes) | Penny Coomes · Nicholas Buckland · Reino Unido   | Charlène Guignard · Marco Fabbri · Itália              | Tanja Kolbe · Stefano Caruso · Alemanha              | [ 77 ] |
| Brastislava 2014 (detalhes) | Maia Shibutani · Alex Shibutani · Estados Unidos | Charlène Guignard · Marco Fabbri · Itália              | Federica Testa · Lukáš Csölley · Eslováquia          | [ 78 ] |
| Brastislava 2015 (detalhes) | Piper Gilles · Paul Poirier · Canadá             | Penny Coomes · Nicholas Buckland · Reino Unido         | Maia Shibutani · Alex Shibutani · Estados Unidos     | [ 79 ] |
| Brastislava 2016 (detalhes) | Ekaterina Bobrova · Dmitri Soloviev · Rússia     | Madison Chock · Evan Bates · Estados Unidos            | Tiffany Zahorski · Jonathan Guerreiro · Rússia       | [ 80 ] |
| Brastislava 2017 (detalhes) | Ekaterina Bobrova · Dmitri Soloviev · Rússia     | Rachel Parsons · Michael Parsons · Estados Unidos      | Betina Popova · Sergey Mozgov · Rússia               | [ 81 ] |
| Brastislava 2018 (detalhes) | Victoria Sinitsina · Nikita Katsalapov · Rússia  | Lorraine McNamara · Quinn Carpenter · Estados Unidos   | Betina Popova · Sergey Mozgov · Rússia               | [ 82 ] |